# Hiromu Naruse
Hiromu Naruse (1944 - 23 juin 2010) a été un pilote d'essai et ingénieur en chef chez Toyota Motor Corporation. Il dirigeait également l'équipe Gazoo Racing.

## Biographie
Hiromu Naruse était pilote d'essai chez Toyota pendant 47 ans (1963-2010). Il y était surnommé « Meister » — le maître.
Il était également le pilote d'essai en chef de la Lexus LFA, première supercar de la marque.
C'est au volant d'un prototype de ce véhicule, lors des derniers réglages, qu'il se tue le 23 juin 2010 en percutant de face une BMW, près du circuit du Nürburgring (Allemagne).